# Dżudajdat Artuz
Dżudajdat Artuz (arab. جديدة عرطوز) – miasto w Syrii, w muhafazie Damaszek. W 2004 roku liczyło 45 000 mieszkańców.